# Saw
Saw (conocida como El juego del miedo en Hispanoamérica)  es una película de terror estadounidense de 2004, dirigida por James Wan, en su debut como director, y escrita por Leigh Whannell a partir de un guion que escribió con Wan. Es la primera entrega de la serie de películas de Saw, y está protagonizada por Whannell junto a Cary Elwes, Danny Glover, Monica Potter, Michael Emerson, y Ken Leung.
La película cuenta una narración no lineal que gira en torno al misterio del asesino Jigsaw, que pone a prueba la voluntad de vivir de sus víctimas sometiéndolas a "juegos" mortales en los que deben infligirse un gran dolor físico para sobrevivir. La trama sigue a las últimas víctimas de Jigsaw (Whannell y Elwes), que despiertan en un gran cuarto de baño en ruinas, y a una de ellas se le ordena matar a la otra para salvar a su propia familia.
El guion fue escrito por Whannell, que cocreó la historia con Wan en sus respectivos debuts como guionistas. La película se escribió originalmente en 2001, pero tras los intentos fallidos de conseguir que el guion se produjera en Australia, país de origen de Wan y Whannell, se les instó a viajar a Los Ángeles. Para atraer a los productores, rodaron un cortometraje de bajo presupuesto con el mismo nombre a partir de una escena del guion. La idea tuvo éxito en 2003, ya que inmediatamente se les unieron productores de Evolution Entertainment, que también formaron un sello de producción de género de terror, Twisted Pictures. La película contó con un presupuesto de producción reducido y se rodó en 18 días.
Saw se proyectó por primera vez el 19 de enero de 2004 en el Festival de Sundance de 2004. Debido a la buena acogida por parte del público, Lionsgate adquirió los derechos de distribución de la película. En un principio estaba previsto un lanzamiento directo en vídeo, pero decidieron estrenar la película en los cines de Norteamérica el 29 de octubre de 2004. En general, la película recibió críticas mixtas. Tras superar la taquilla del fin de semana de estreno, la película recaudó 103.9 millones de dólares en todo el mundo, convirtiéndose en una de las películas de terror más rentables desde Scream (1996). Una secuela, titulada Saw II, se estrenó al año siguiente, y una secuela directa, titulada Saw X, se estrenó en 2023.
Fue reestrenada en cines selectos, el 31 de octubre de 2014, con motivo de su décimo aniversario. El éxito de Saw lanzó una franquicia mediática que incluye varias películas, videojuegos, atracciones en parques temáticos y merchandising.

## Argumento
Adam, un fotógrafo, despierta en una bañera destartalada con el tobillo encadenado a una tubería. Al otro lado de la habitación está el oncólogo Dr. Lawrence Gordon con el cadáver de una aparente víctima de suicidio que sostiene un revólver y una grabadora de microcassette. Ambos hombres encuentran una cinta en sus bolsillos y Adam recupera la grabadora. La cinta de Adam le insta a sobrevivir, mientras que la de Gordon le ordena matar a Adam antes de las 6, o su mujer Alison y su hija Diana serán asesinadas. Tras escuchar la cinta, el dúo descubre una pista que lleva a Adam a encontrar una bolsa con dos sierras de arco dentro del retrete. Ambos intentan cortar las cadenas, pero la sierra de Adam se rompe. Gordon se da cuenta de que las sierras están destinadas a sus pies, e identifica a su captor como Jigsaw, un asesino en serie que pone a prueba la voluntad de supervivencia de sus víctimas mediante artilugios asesinos conocidos como "juegos", del que Gordon sabe porque una vez fue sospechoso.
Cinco meses antes, Gordon, mientras hablaba del cáncer cerebral terminal del paciente John Kramer, fue interrogado por los detectives David Tapp y Steven Sing, que encontraron su linterna en el escenario de uno de los juegos de Jigsaw. La coartada de Gordon le exculpó, pero accedió a ver el testimonio de la heroinómana Amanda Young, la única superviviente conocida de una de las trampas de Jigsaw. Más tarde, Tapp y Sing encuentran el almacén de Jigsaw utilizando la cinta de vídeo del juego de Amanda. Allí detuvieron a Jigsaw y salvaron a un hombre de una trampa, pero Jigsaw escapó después de que Sing activara una trampa de escopeta en el pasillo que lo mató.
En el presente, Alison y Diana están cautivas en su apartamento mientras su captor vigila a Adam y Gordon a través de una cámara oculta. La casa es vigilada simultáneamente por Tapp, quien, tras ser dado de baja de la policía tras la muerte de Sing, se ha obsesionado con el caso Jigsaw, y sigue convencido de que Gordon es el asesino. Mientras tanto, Gordon encuentra una caja que contiene dos cigarrillos, un mechero y un teléfono móvil desechable. Adam le pide el cigarrillo a Gordon, pero éste lo desaconseja. Éste le cuenta su secuestro en un aparcamiento por una figura con máscara de cerdo. Adam recuerda su propio secuestro cuando volvió a casa y encontró una marioneta en su cuarto oscuro, donde guardaba fotos de Gordon.
Retenida a punta de pistola, Alison llama a su marido y le advierte que no confíe en Adam, quien admite ante Gordon que fue pagado por Tapp para espiarle, y revela su conocimiento de la aventura de Gordon con una de sus estudiantes de medicina a la que había visitado la noche en que fue secuestrado; Gordon deduce que la aventura es la razón por la que está siendo puesto a prueba. Adam encuentra una foto del captor de Alison y Diana a quien Gordon identifica como Zep Hindle, un camillero de su hospital.
Zep, viendo que Gordon aún no ha matado a Adam, se dispone a asesinar a Alison y Diana, pero Alison se libera y lucha contra él. La lucha atrae la atención de Tapp, que salva a Alison y Diana antes de perseguir a Zep hasta las alcantarillas, donde recibe un disparo en el pecho tras una breve pelea. Gordon, sólo consciente de los disparos y los gritos, queda conmocionado y pierde el alcance del móvil. Desesperado, se corta el pie y dispara a Adam con el revólver del cadáver. Zep entra en el cuarto de baño para matar a Gordon, pero Adam, que ha sobrevivido al disparo, lo mata a golpes con la tapa de la cisterna del váter. Gordon sale del baño en busca de ayuda mientras Adam busca una llave en el cadáver de Zep. Encuentra otra cinta, que revela que Zep no era más que otra víctima de Jigsaw, que seguía unas reglas para obtener un antídoto para un veneno de acción lenta que tenía en su cuerpo.
El cadáver de la habitación se levanta; resulta ser John Kramer, el verdadero asesino Jigsaw. John le dice a Adam que la llave de su cadena estaba en la bañera; se fue por el desagüe cuando Adam se despertó y vació el agua. Adam intenta disparar a John con la pistola de Zep, pero John le da una descarga eléctrica a través de su cadena. John sale del baño antes de sellar la puerta, dejando morir a Adam antes de decir ''El juego terminó''.

## Reparto
- Leigh Whannell como Adam Stanheight
- Cary Elwes como Dr. Lawrence Gordon
- Danny Glover como Detective David Tapp
- Monica Potter como Alison Gordon
- Michael Emerson como Zep Hindle
- Makenzie Vega como Diana Gordon
- Ken Leung como Detective Steven Sing
- Alexandra Bokyun Chun como Carla Song
- Shawnee Smith como Amanda Young
- Dina Meyer como Detective Allison Kerry
- Mike Butters como Paul Leahy
- Paul Gutrecht como Mark Rodríguez
- Benito Martínez como Brett
- Ned Bellamy como Jeff Ridenhour-Thomas
- Tobin Bell como John Kramer / Jigsaw
- Oren Koules com Donnie Greco (sin acreditar)

## Producción
Leigh Whannell y James Wan estudiaron Audiovisuales en el Melbourne Institute of Technology. Se hicieron amigos inseparables y soñaban con hacer una película juntos.
En 2002 decidieron ponerse manos a la obra y se inventaron una historia para una película. Ambos tenían claro que si querían llamar la atención necesitaban una historia que resultase atractiva e impactante a ojos del público, así que se decidieron por una trama en la que se desarrollaran una serie de asesinatos. A Leigh y a James se les ocurrió comenzar con dos hombres encadenados en un baño con un cadáver en medio y sin saber qué diablos había pasado; así nació Saw. Una vez tuvieron la historia, Leigh escribió el guion y lo enviaron a varias productoras australianas, sin ningún éxito.
Su agente entonces envió el guion a un productor estadounidense. Leigh y James se decidieron a jugarse todas las cartas y juntando todo el dinero que había ahorrado Leigh con sus trabajos rodaron un corto de 8 minutos con una de las escenas de la película, dirigido por James y con Leigh de actor, recreando la escena de la trampa de oso. Viajaron a Los Ángeles a probar suerte y la consiguieron con la productora americana Evolution, quienes se quedaron impresionados con el corto y les dio una oportunidad. No solo les dio dinero para seguir adelante, sino que además les permitió mantener a James en la dirección y a Leigh en el guion y actuación, y les consiguió a dos actores de renombre como Cary Elwes y Danny Glover. Aunque en un principio el film iba a estrenarse directamente en VHS y DVD, la buena acogida que recibió en los festivales de Sundance y Toronto propició que se hiciera un estreno por todo lo alto en el cine, en octubre del 2004, consiguiendo un gran éxito.

### Música
Saw es el nombre de la banda sonora de la película de mismo nombre. Fue lanzada el 5 de octubre bajo el sello discográfico Koch. La música está compuesta por el exintegrante de Nine Inch Nails, Charlie Clouser, y el tema principal se llama Hello Zepp. Esta entrega de la banda consiste en 14 temas, 9 de los cuales compuestos por Clouser. El resto están compuestos por artistas como Front Line Assembly, Fear Factory, Enema, Psychopomps y Pitbull Daycare.

## Premios
| Reconocimiento                                  | Categoría                                   | Recibido por | Resultado |
| ----------------------------------------------- | ------------------------------------------- | ------------ | --------- |
| Brussels International Festival of Fantasy Film | Pegasus Audience Award                      | James Wan    | Ganador   |
| Fantasporto                                     | International Fantasy Film Award- Best Film | James Wan    | Ganador   |
| Golden Trailer Awards                           | Best Horror                                 | —            | Ganador   |
| Gérardmer Film Festival                         | Special Jury Prize                          | James Wan    | Ganador   |
| Gérardmer Film Festival                         | Youth Jury Grand Prize                      | James Wan    | Ganador   |
| MTV Movie Awards                                | Best Frightened Performance                 | Cary Elwes   | Ganador   |
| San Sebastián International Film Festival       | Audience Award- Best Feature                | James Wan    | Ganador   |
| Satellite Awards                                | Outstanding DVD Extras (Uncut Edition)      | —            | Ganador   |
| Saturn Award                                    | Best DVD Special Edition Release            | —            | Ganador   |
| Saturn Award                                    | Best Horror Film                            | —            | Ganador   |
| Choice Movie Scream Scene                       | Leigh Whannell                              | —            | Ganador   |
| Choice Movie: Thriller                          | —                                           | —            | Ganador   |